# Zabuton
Zabuton (jap. 座布団) ist ein traditionelles japanisches Sitzkissen.

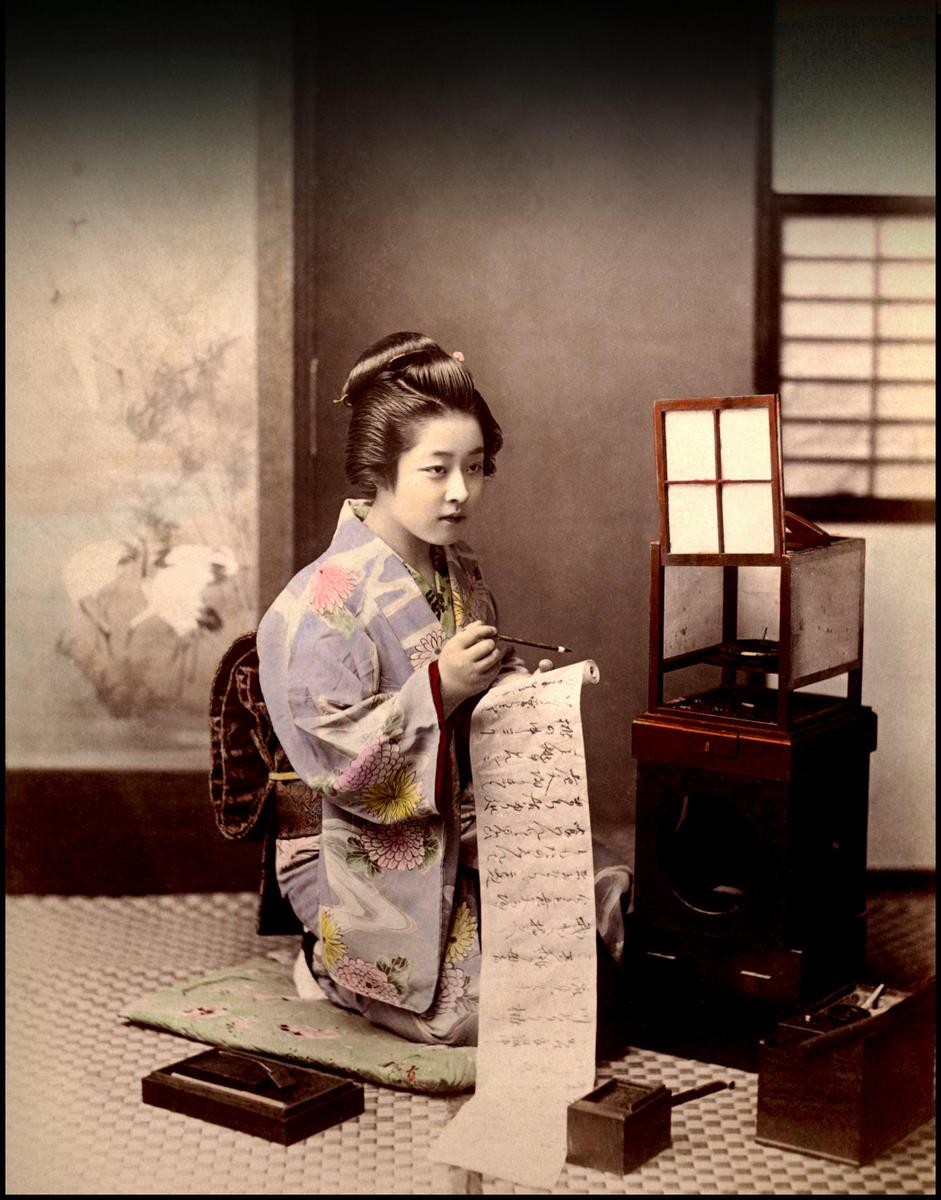
Eine schreibende Frau auf einem Zabuton sitzend, Foto von Kusakabe Kimbei, um 1900

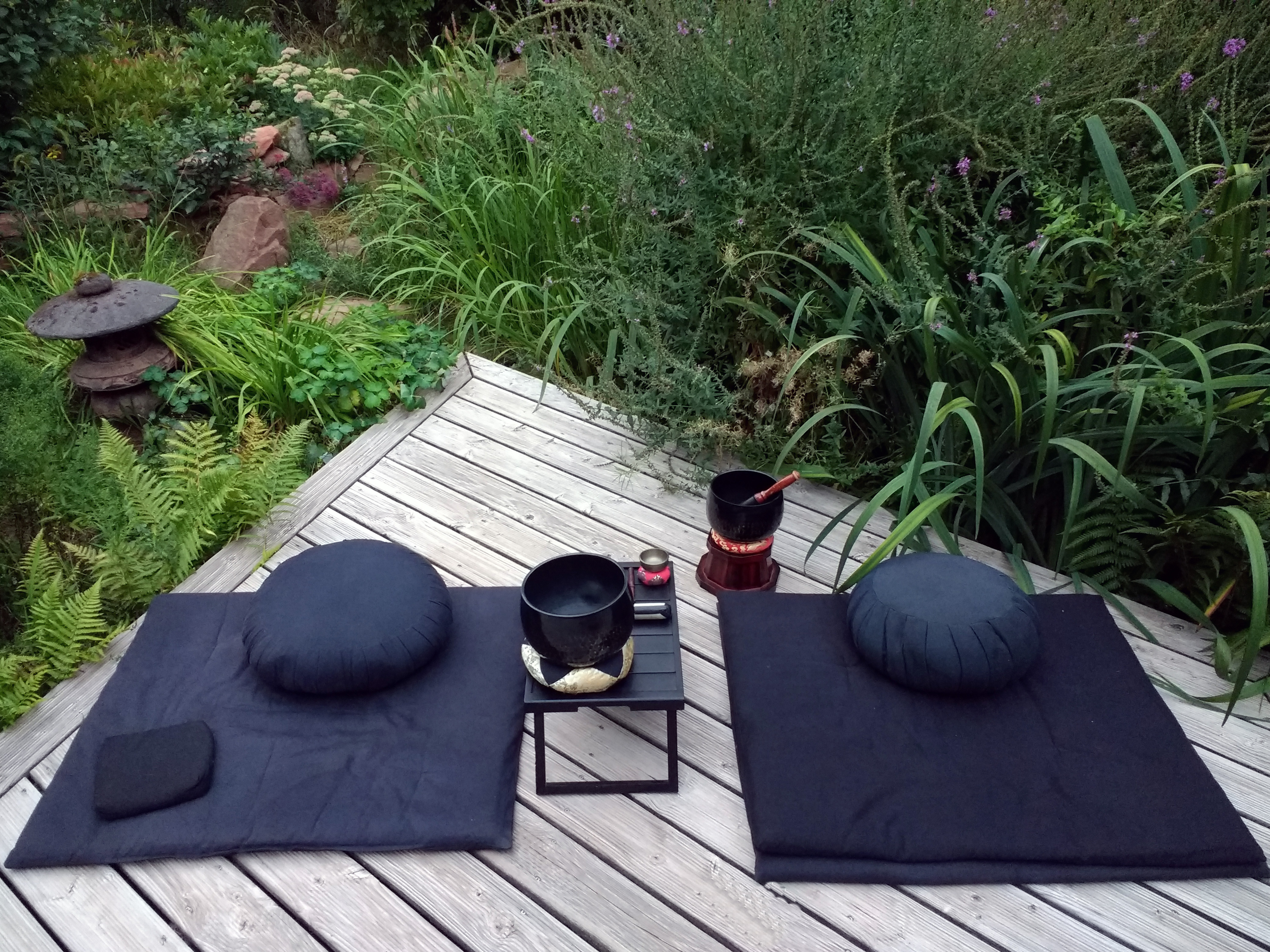
Zafu und Zabuton für die Sitzmeditaion (Zazen)

Im Gegensatz zum runden Enza ist das Zabuton quadratisch, gefüllt und stammt aus dem Anfang der Edo-Zeit. Hier löste es das Enza in den Privathaushalten ab. In den Tempeln und Schreinen hielt sich hingegen das Enza. Der Vorläufer des Zabuton war das den aristokratischen Haushalten vorbehaltene Shitone. Das Zabuton ist vorwiegend aus Baumwolle gefertigt, manchmal auch aus Leinen oder Seide. Wesentlich seltener besteht es aus Leder oder Washi-Papier. Das Zabuton kann auch mit einem Zaisu (Sitzstuhl) verwendet werden.
Zabuton in Form einer Matte werden bei Zazen (Sitzmeditazion) verwendet.

## Kulturelle Nutzung
Bei der Zen-Meditation (Zazen) sitzen die Praktizierenden auf einem Meditationskissen (Zafu), das in der Regel auf einem Zabuton aufliegt. Bei dieser Form des Zabuton handelt sich um eine quadratische Matte, die dazu dient die Knie und Knöchel abzufedern, während der Zafu den Rest des Körpers stützt und polstert.
Wenn ein unterrangiger Kämpfer im Sumō gegen einen Yokozuna (höchster Rang im Sumō) gewinnt, werfen die Zuschauer ihre Zabuton in den Ring. Da Yokozuna traditionell den letzten Kampf eines Turniertages bestreiten, ist das kein Problem.
Im Rakugo, eine japanische Form der Unterhaltung (One-Man-Show), legen die Schauspieler ihre Zabuton während der Dauer ihres Sketchs nicht ab.
Im Yose, eine in Japan seit dem 18. Jahrhundert gepflegte Form des Sprechtheaters. insbesondere in der japanischen Fernsehshow Shōten, erhalten die Darsteller Zabuton als Note;
Im Jidaigeki, ein japanisches Filmgenre das grob als Historienfilm übersetzt werden kann, erhält nach einem Stereotyp der Boss einer Gefängniszelle das Zabuton seiner Mithäftlinge.